# Miguel Darío Miranda y Gómez
Miguel Darío Miranda y Gómez (León, 19 dicembre 1895 – León, 15 marzo 1986) è stato un cardinale e arcivescovo cattolico messicano.
Fu nominato cardinale della Chiesa cattolica da papa Paolo VI.

## Biografia
Nacque a León il 19 dicembre 1895.
In qualità di primate del Messico partecipò alle quattro sessioni del Concilio Vaticano II.
Papa Paolo VI lo elevò al rango di cardinale nel concistoro del 28 aprile 1969.
Il 15 marzo 1976 compie 80 anni e perde il diritto di voto nel conclave: due anni dopo non potrà partecipare ai due conclavi del 1978 che elessero Giovanni Paolo I e Giovanni Paolo II.
Morì a León il 15 marzo 1986 all'età di 90 anni: è sepolto nella cattedrale metropolitana di Città del Messico.

## Genealogia episcopale e successione apostolica
La genealogia episcopale è:
- Cardinale Scipione Rebiba
- Cardinale Giulio Antonio Santorio
- Cardinale Girolamo Bernerio, O.P.
- Arcivescovo Galeazzo Sanvitale
- Cardinale Ludovico Ludovisi
- Cardinale Luigi Caetani
- Cardinale Ulderico Carpegna
- Cardinale Paluzzo Paluzzi Altieri degli Albertoni
- Papa Benedetto XIII
- Papa Benedetto XIV
- Cardinale Enrique Enríquez
- Arcivescovo Manuel Quintano Bonifaz
- Cardinale Buenaventura Córdoba Espinosa de la Cerda
- Cardinale Giuseppe Maria Doria Pamphilj
- Papa Pio VIII
- Papa Pio IX
- Arcivescovo José María Ignacio Montes de Oca y Obregón
- Arcivescovo Próspero María Alarcón y Sánchez de la Barquera
- Arcivescovo Leopoldo Ruiz y Flóres
- Cardinale Miguel Darío Miranda y Gómez

La successione apostolica è:
- Vescovo Alfredo Torres Romero (1968)
- Vescovo Justo Goizueta Gridilla, O.A.R. (1970)
- Vescovo Braulio Sánchez Fuentes, S.D.B. (1970)
- Vescovo José Pablo Rovalo Azcué, S.M. (1970)
- Vescovo Jorge Martínez Martínez (1971)
- Arcivescovo Pedro Aranda Díaz-Muñoz (1975)